# La Tralla

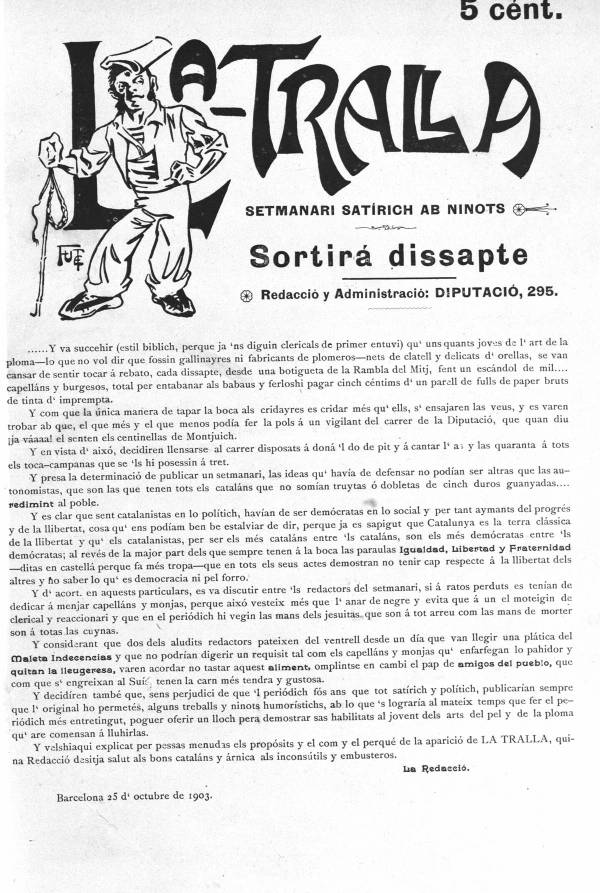
Primer exemplar de La Tralla, 1903

La Tralla fou un setmanari de caràcter catalanista radical que aparegué a Barcelona el 31 d'octubre de 1903 sota la direcció de Domènec Fornés, i que comptà amb redactors com Àngel Guimerà, Josep Maria Folch i Torres, Eugeni Xammar, Marcel Riu, i Pelegrí Llangort i Majoral. Va patir nombroses denúncies per la mordacitat dels seus acudits i articles i fou clausurat per les autoritats el 18 de gener de 1907. Alguns dels seus redactors foren empresonats i durant un temps es publicà una publicació dissident anomenada La Tralla del Carreter.
Va aparèixer amb el nom Metralla del 16 de febrer de 1907 a juliol del 1909. Novament clausurat, va tornar a sortir entre el 13 de maig de 1922 i l'11 de setembre de 1923, quan fou novament clausurada per ordre de Miguel Primo de Rivera.
Entre els nombrosos col·laboradors de la revista hi hagué, endemés Joan Mallos, Lluís Manau i Avellanet, Joan Llorenç, Vicenç Albert Ballester i Camps, Pelegrí Llangort i Majoral, Agustí Pedret i Miró, Pere B. Tarragó, Joan Delclòs, Joan Jaumandreu, Vicenç Caldés i Arús, Pere Flo i Illes, Josep Fontcuberta, Josep Batista, J. Morera Soler, Joan B. Alsina, Domènec Martí i Julià, Miquel Balmas, R. Valls, Carles Costa, Rossend Llurba, Ramon Casals, Jaume Carbonell, Lluís Fàbrega Amat, Pere Salom i Morera, Casimir Giralt, J. López, Valentí Ventura, Maria Pellicer, A. Isart Bula, Joan B. Alemany i Borràs, Amfòs Sans i Rossell, Alexandre Bulart i Rialp, Pere Manén i Artés, i Lluís Tió.

## Fons gràfic
La secció de gràfics de l'Arxiu Històric de la Ciutat de Barcelona disposa de l'inventari de 195 dibuixos originals de Joan Junceda (1881-1948), 109 dels quals foren creats per a La Tralla, 84 per a Metralla i 2 per a Garba.